# Polyscias jacobsii
Polyscias jacobsii är en araliaväxtart som beskrevs av William Raymond Philipson. Polyscias jacobsii ingår i släktet Polyscias och familjen Araliaceae. Inga underarter finns listade.